# Église Saint-Denis de Soignolles
Pour les articles homonymes, voir Église Saint-Denis.
L'église Saint-Denis est un édifice catholique situé à Soignolles, en France.

## Localisation
L'église est située dans le département français du Calvados, au sud-ouest du bourg de Soignolles.

## Architecture
L'édifice est inscrit au titre des monuments historiques depuis le 19 septembre 1928.

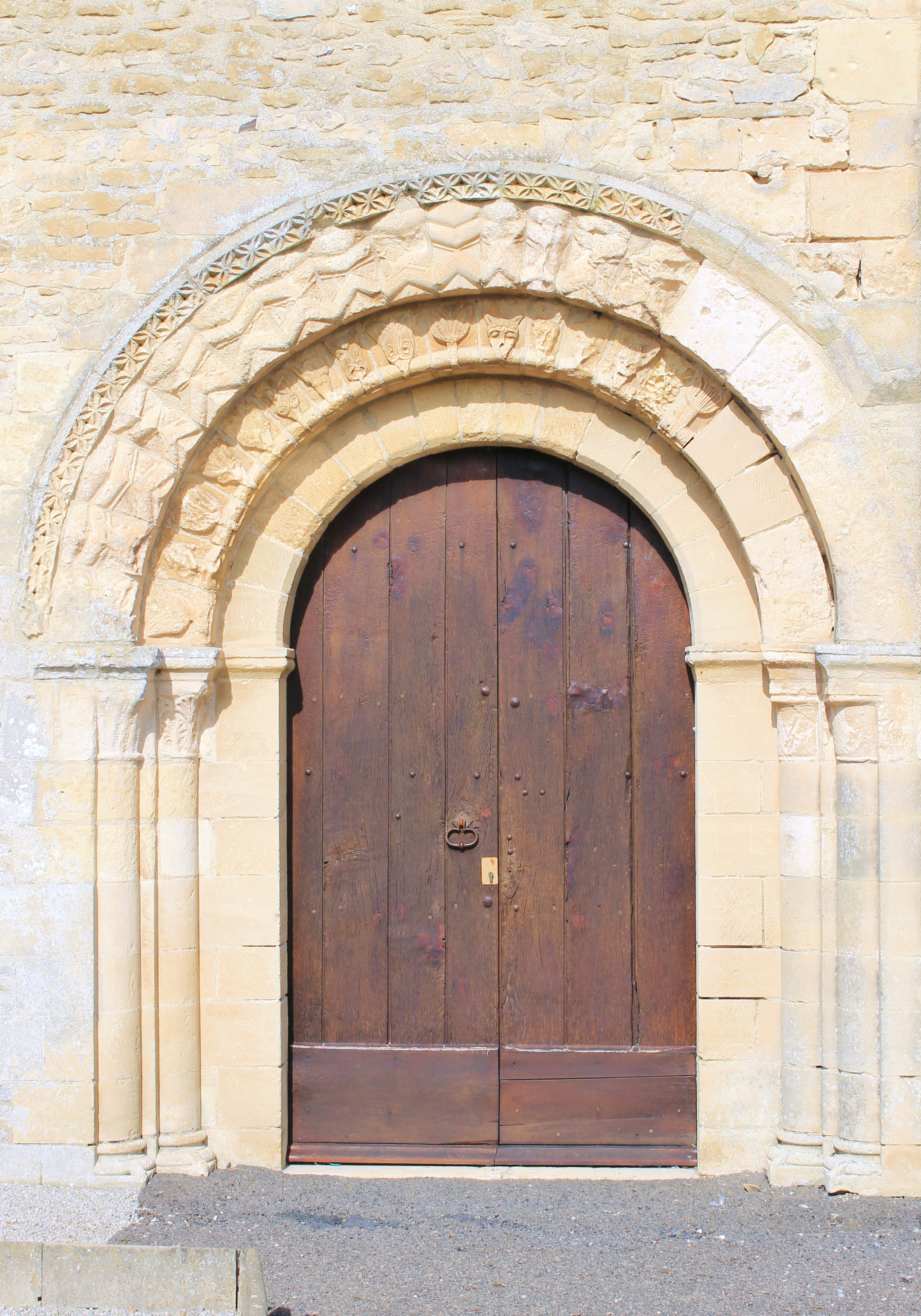
Le portail sud.
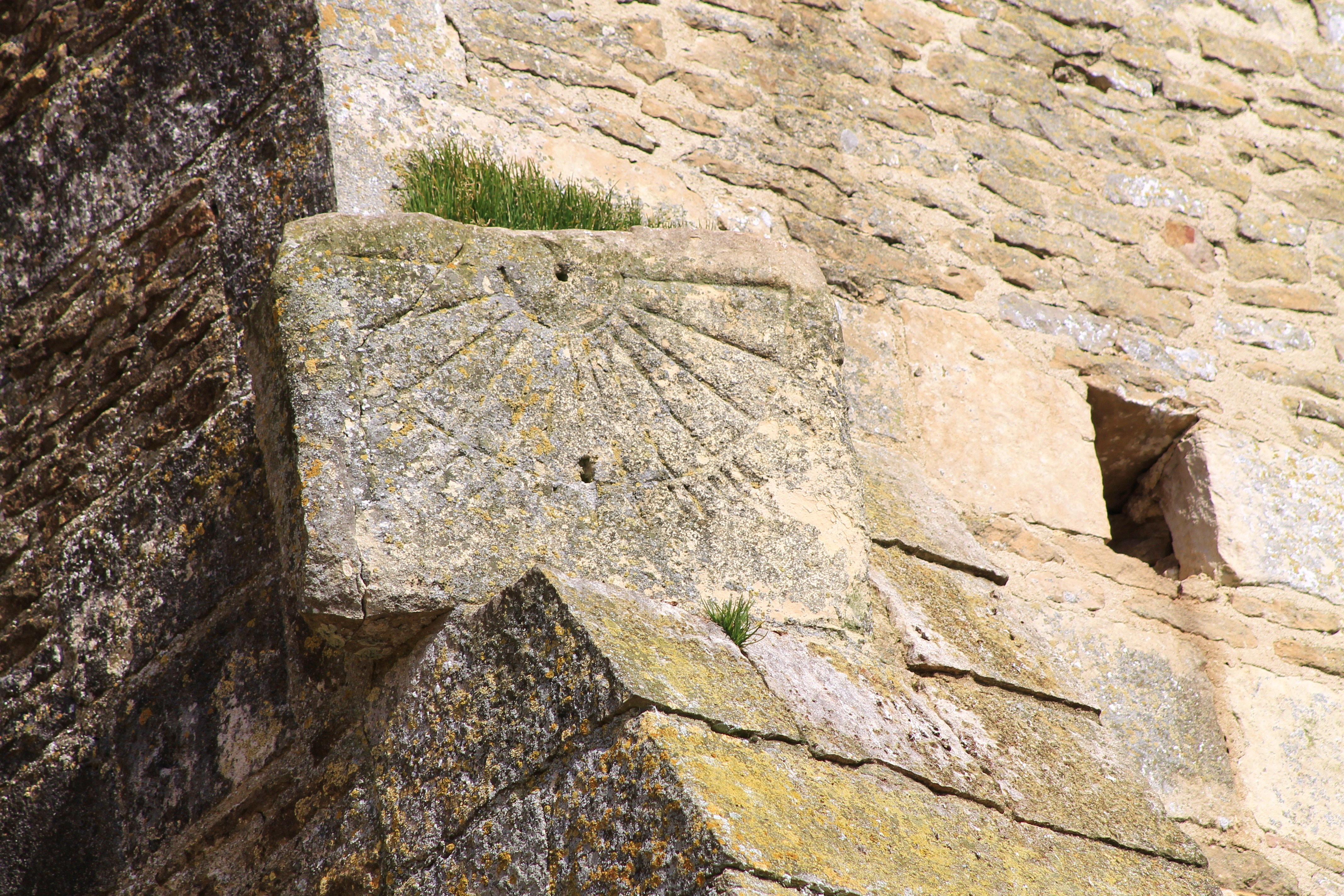
Le cadran solaire.